# Cylindropuntia hystrix
Cylindropuntia hystrix là một loài thực vật có hoa trong họ Cactaceae. Loài này được (Griseb.) Areces mô tả khoa học đầu tiên năm 1976.

## Hình ảnh

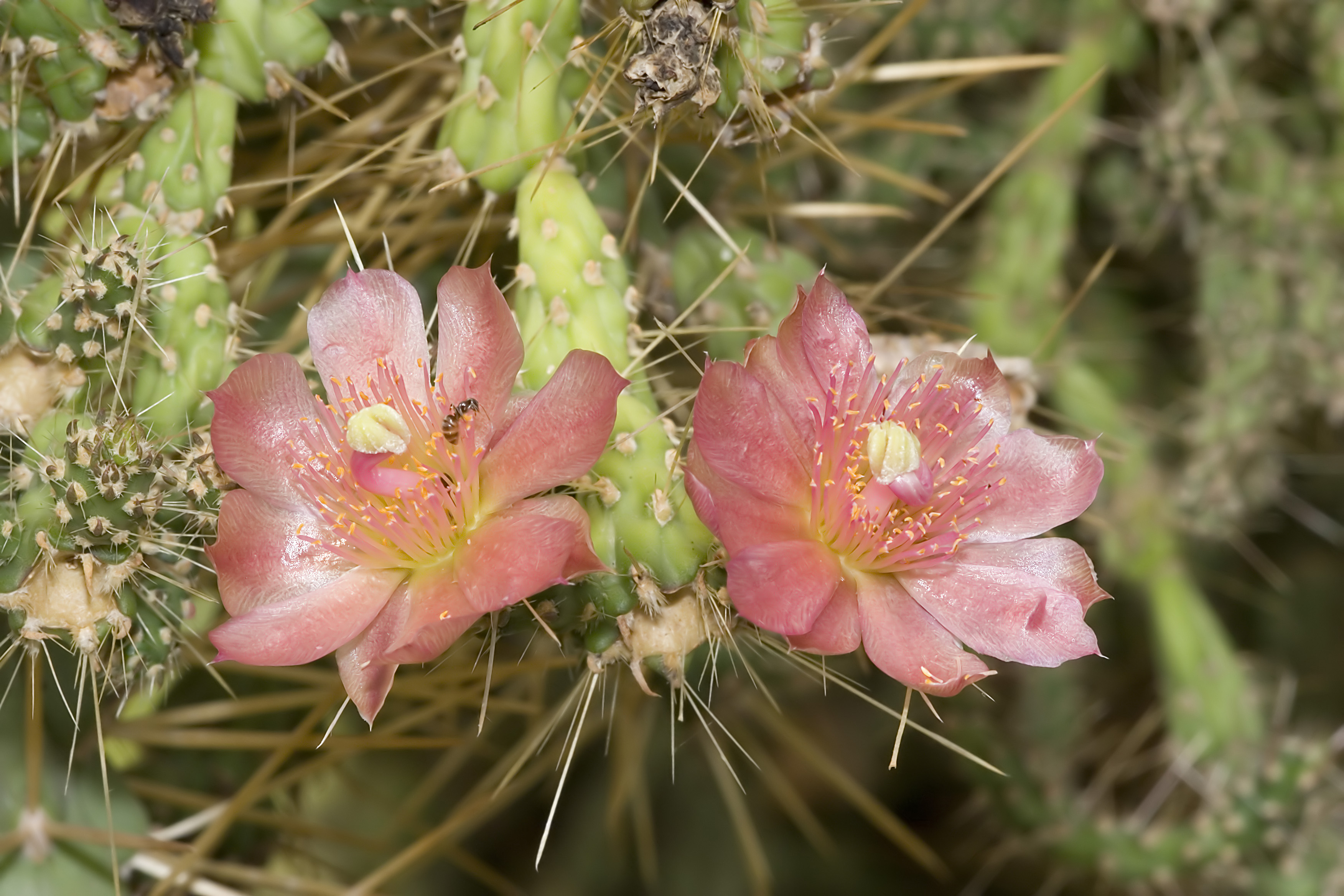